# Horten H II

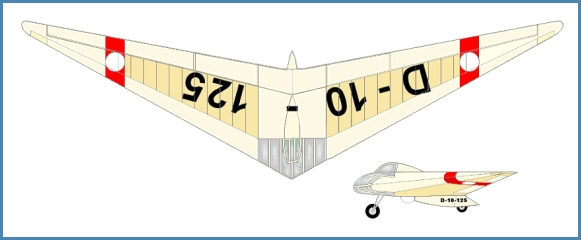
H II L

Die Horten H II (auch D–Habicht) war der erste freitragende motorisierte Nurflügel der Geschichte. Abgesehen vom Wellentunnel für die Druckschraube und der Heckradverkleidung störte nichts die Umströmung und alle Teile dienten der Auftriebserzeugung.

## Geschichte

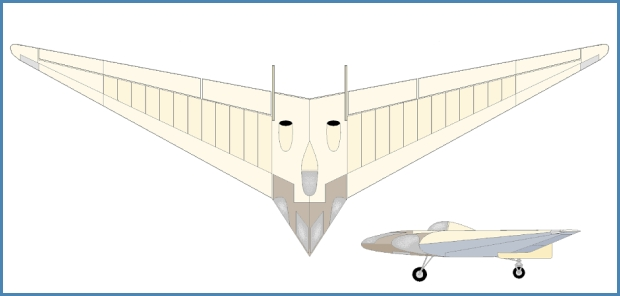
H II modifiziert

Nach der Vorführung der Horten H I auf dem Rhönwettbewerb 1934 hatten die Gebrüder Horten einen Konstruktionspreis von 600 Reichsmark erhalten. Somit stand etwas Geld für den Bau einer verbesserten Ausführung zur Verfügung. Die H1 war im Flugzeugschlepp zur Rhön verbracht worden, da die Brüder keine andere Transportmöglichkeit hatten. Nach dem Wettbewerb bestand keine Möglichkeit, sie einzulagern oder nach Bonn zurückzubringen. So wurde sie vor Ort abgewrackt.
Nach den Erfahrungen, die die Brüder Horten mit dem Gleiter H I gemacht hatten, entstand 1935 der Motorsegler H II. Der Pilot war in leichter Rückenlage in dem vollständig verglasten Flügelmittelteil untergebracht. Erstmals kam, nach einer 1932 von Ludwig Prandtl veröffentlichten Theorie, die  sogenannte Glocken-Auftriebsverteilung zum Einsatz. Hierbei wird durch starke Verwindung des Außenflügels eine stark unterelliptische Grundverteilung des Auftriebs erzwungen, die in etwa die Form einer Glocke hat. Der Antrieb des Motorseglers H II m erfolgte durch einen Vierzylindermotor Hirth HM 60 R mit 80 PS. Die ersten, noch motorlosen Flüge wurden im Mai 1935 mithilfe von Windenstarts absolviert. Nachdem im August ein gebraucht geliehener Antrieb eingebaut werden konnte, waren dann Eigenstarts möglich.

## H II L
Die erfolgreiche Flugerprobung der H II m führte zum Bau von drei reinen Seglern für den Rhön-Wettbewerb 1937. Diese Maschinen hatten einen kleinen verglasten Kopfaufsatz für den Piloten, um eine bessere Sicht zur Seite und nach hinten zu ermöglichen. Zwei dieser H II L genannten Maschinen nahmen für die Fliegergruppe Köln 1937 am Rhön-Wettbewerb teil. Die dritte (D-11-187) kam erst 1938 für die Fliegergruppe Fürth/Bay zum Einsatz, wo mit ihr bereits Streckenflüge bis 240 km Länge gelungen waren. Mit ihr stürzte der Pilot Kurt Hieckman im März 1939 ab, nachdem sich bei einer Kunstflugvorführung vermutlich die Kabinenverkleidung gelöst hatte.
Die andere Kölner Maschine wurde 1944 zu einem Versuchsträger umgebaut, um die Strömungsverhältnisse in und an den Lufteinläufen der geplanten Nachtjäger-Ausführung der Ho IX / Go 229  erforschen zu können. Hierfür waren die Luftführungen zu den späteren Triebwerken teilweise transparent ausgeführt und innen mit Wollfäden versehen. So konnte der Pilot die Strömungsverhältnisse in den Röhren während des Fluges beobachten. Die transparente Nasenverkleidung war nach vorne verlängert, wie es auch für die Go 229 V6 vorgesehen war.

## Konstruktion
Die Spannweite betrug 16,5 m und die Steuerung aller H II erfolgte durch Elevons und Bremsseitenruder (Nasen-Spreizklappen) an den Flügelspitzen. Als Landehilfen waren Wölbklappen am Innenflügel eingebaut.  Das Mittelstück war aus geschweißtem Stahlrohr, die Außenflügel in klassischer Holzbauweise hergestellt. Das Bugfahrwerk war teileinziehbar, das Heckrad steuerbar.

## Technische Daten
| Kenngröße             | Daten                                                                              |
| --------------------- | ---------------------------------------------------------------------------------- |
| Besatzung             | 1                                                                                  |
| Länge                 | 5,00 m                                                                             |
| Spannweite            | 16,50 m                                                                            |
| Höhe                  | 1,65 m                                                                             |
| Flügelfläche          | 32,00 m²                                                                           |
| V-Form                | 0°                                                                                 |
| Pfeilung              | 29°, 20'                                                                           |
| Flügelstreckung       | 8,50                                                                               |
| Flächenbelastung      | 16,20 kg/m²                                                                        |
| Leistungsbelastung    | 6,44 kg/PS                                                                         |
| Flächenleistung       | 2,50 PS/m²                                                                         |
| Rüstmasse             | 385 kg                                                                             |
| max. Startmasse       | 515 kg                                                                             |
| Antrieb               | ein Vierzylinder-Reihenmotor Hirth HM 60 R mit starrer Holzluftschraube (⌀ 1,60 m) |
| Startleistung         | 80 PS (59 kW)                                                                      |
| Kraftstoffvorrat      | 45 l                                                                               |
| Verbrauch             | 11,4 l/100 km                                                                      |
| Höchstgeschwindigkeit | 230 km/h                                                                           |
| Reisegeschwindigkeit  | 205 km/h                                                                           |
| Landegeschwindigkeit  | 60 km/h                                                                            |
| Steiggeschwindigkeit  | 7,0 m/s in Bodennähe                                                               |
| Steigzeit             | 3,0 min auf 1000 m Höhe                                                            |
| Dienstgipfelhöhe      | 6800 m                                                                             |
| Reichweite            | 470 km                                                                             |
| Flugdauer             | 2,3 h                                                                              |
| Startstrecke          | 70 m                                                                               |
| Landestrecke          | 80 m                                                                               |

## Erhaltene Exemplare
- H II L, D 10-125, Deutsches Technikmuseum Berlin